# 独立系発電事業者
独立系発電事業者(英語: Independent Power Producer、IPP)は公益事業に分類されない、売電のための発電設備を保有している事業者のこと。非電気事業者(英語: Non-utility generator)とも呼ばれる。非電気事業者は小口のエネルギー生産者など私有の施設、企業、共同体で、エネルギー産業上の懸念がなく、電力系統に余剰なエネルギーを供給する企業である。

## 各国の状況
IPPの多くは固定価格買い取り制度や買電契約で長期の価格保障が提供されている再生可能エネルギー産業の担い手である。

### アメリカ合衆国
1987年の公益事業規制政策法(PURPA)以前には、非電気事業者は珍しく、送電インフラを構築するためのコストが非常に高かったため電力を分配することができる企業もほとんどなかった。
公益企業が電力を発電し、発電施設、電線、分配系統などを所有していた。議会はPURPAを1978年に通過させ、適格認定設備(Qualifying Facilities、QF)と呼ばれる非電気事業者の分類を設立し、これら二分類される事業者は転売するための発電が許可されていた。
PURPAは省エネを推奨し外国エネルギーへの依存度を減らすこと、適格認定設備からの電力の購入を行わせることで電力会社の能力を減らすこと等を意図している。適格認定設備はエネルギーの逐次利用を通した有用な熱エネルギーの転換などによる発電設備として定義され、連邦エネルギー規制委員会による所有、運用、効率の基準に適格であるものとして定義される。
PURPAの210項は現在公益事業が適格認定設備の非電気事業者から回避原価でエネルギーを購入することを必要としている。これは非電気事業者が生産したエネルギーのための合理的で優れた価格受け取ることを可能にしており、小規模発電者によって発電された電力が無駄にならないことを保障している。

### カナダ
2002年、ブリティッシュコロンビア政府は独立系発電事業者によって開発されるであろう域内での新しいクリーンな再生可能エネルギー発電にBCハイドロを含まないことを規定した。ブリティッシュ・コロンビアの「公共」リソースの開発における民間部門の役割は、現在グリーン経済を目指した取り組みを行うブリティッシュ・コロンビアの争点の一つである。

## 註
1. ↑  “Independent Power Producer (IPP) - Americas Generators”.   Gopower.com. 2012年2月8日閲覧。
2. 1 2  “independent power producer (IPP), non-utility generator (NUG)”.   Energyvortex.com. 2012年2月8日閲覧。
3. ↑  当該の発電能力保有のために公益事業が払うはずだった金額
4. ↑  [リンク切れ]